# Mecistocephalus consocius
Mecistocephalus consocius är en mångfotingart som beskrevs av Chamberlin 1944. Mecistocephalus consocius ingår i släktet Mecistocephalus och familjen storhuvudjordkrypare.
Artens utbredningsområde är Vanuatu. Inga underarter finns listade i Catalogue of Life.